# Rosa Rodríguez (cantante)
Rosa María Rodríguez Pérez (26 de noviembre de 1962, Baracaldo, España) es una cantante española integrante del reconocido grupo Mocedades liderado por Izaskun Uranga.

## Vida artística
Sus primeros pasos en la música comienzan desde temprana edad, más es en la década de los años 80 cuando ingresa al Conservatorio de Música Juan Crisóstomo de Arriaga y a la Escuela Municipal de Bilbao.  Al mismo tiempo, complementa su formación vocal de la mano de maestras particulares como la soprano española María Bravo, la ateniense Kassandra Charalampi y la italiana Viola Serra.
Con el paso del tiempo, forma parte de diversas agrupaciones y recorre diferentes provincias españolas interpretando variedad de géneros musicales. En el año de 1998 participa en el concurso de talentos “Izar Bila” de la cadena televisiva ETB1 del País Vasco, quedando como finalista del mismo.

## Carrera y discografía

### Con Mocedades
Gracias a su calidad vocal e interpretativa pronto es requerida como voz solista femenina  del grupo Mocedades, debutando en abril del 2005 en la ciudad de Bogotá, Colombia. Junto a la agrupación realiza varias giras y graba en el 2006 en Buenos Aires, Argentina el disco Mocedades canta a Juan Luis Guerra. Posteriormente, en junio de 2012 se suma al repertorio de la agrupación dos sencillos titulados: Diluvio universal y Fue mentira. 
Después de varios años y de algunos cambios al interior del grupo, nuevos proyectos musicales se sumarían al repertorio de Mocedades como es el caso de Por amor a México en el 2018, Mocedades Sinfónico en directo desde el Auditorio Nacional de CDMX y Por amor a México Vol. 2 publicados en el 2019. En la actualidad, los cantantes españoles presentan un nuevo trabajo denominado Infinito Duets bajo la producción de Jacobo Calderón, hijo del reconocido compositor Juan Carlos Calderón. El mismo trata de una recopilación de los temas más populares de la agrupación junto a grandes artistas del medio. 

### En solitario
Gracias al apoyo y gestión de la periodista queretana Sara María Arana Figueroa, en el año 2014 Rosa Rodríguez lanza su primer disco titulado Lágrimas. En su ejecución participaron músicos como: Óscar Enrique Rountree en el bajo, Johnny Duvel en la guitarra, Adrián Morales en la batería y Pablo González Olaya como pianista, arreglista, director y productor musical.
Este trabajo discográfico consta de 11 temas compuestos por autores como: Juan Mari Montes, Armando Manzanero, Lolita de la Colina y Juan Carlos Calderón. Todos ellos, junto a los arreglos musicales de González Olaya, la voz de Rodríguez y la gestión y producción del proyecto musical por parte de Arana, transportan al oyente al deleite de una versatilidad de géneros que van desde el jazz, bossa nova, tango, hasta la balada y el bolero.

## Actualidad
Las múltiples giras y trabajos junto a Mocedades han llevado a la voz solista de Mocedades por más de 16 años, a compartir escenario con artistas de talla internacional como: Gloria Trevi, Emmanuel, Arthur Hanlon, Morat, Il Divo, David Bisbal, David Bisbal, Ana Torroja, Lucero, Armando Manzanero, Aída Cuevas, Bronco, Lucero, Fonseca, Rafael Basurto (de los Panchos), Río Roma, entre otros.